# Алжиро-американские отношения
Алжиро-американские отношения — двусторонние отношения между США и Алжиром. Дипломатические отношения между странами были установлены в 1962 году.

## История
Соединенные Штаты установили дипломатические отношения с Алжиром в 1962 году после обретения им независимости от Франции. Алжир разорвал отношения с Соединенными Штатами в 1967 году после арабо-израильской войны. Отношения были восстановлены в 1974 году.
США и Алжир тесно сотрудничают по важнейшим международным и региональным вопросам на уровне правоохранительных органов, а также в области борьбы с терроризмом и транснациональными преступлениями. Эти две страны подписали договоры о взаимной правовой помощи. США и Алжир проводили совместные двусторонние военные учения.
Политическая обстановка в Алжире остаётся относительно стабильной, несмотря на кризис который охватил регион в 2011 году. Хотя в стране проводились спорадические демонстрации недовольной части населения. Соединенные Штаты рассматривают законодательные выборы в Алжире, состоявшиеся в 2012 году, как позитивный шаг в прогрессе страны в направлении демократических реформ.
Межведомственная делегация США в составе высокопоставленных должностных лиц из Государственного департамента, Министерства финансов и обороны посещает Алжир 5-6 июня 2023 года для диалога по вопросам безопасности для продвижения общих региональных целей в области борьбы с терроризмом и стабильности. В своем вступительном слове посол США Элизабет Мур Обин заявила: «Алжир является естественным партнером в этом отношении. Ваша страна является региональным лидером с подтвержденным опытом успешной борьбы с терроризмом и организованной преступностью, а также работает с соседними странами над развитием их потенциала безопасности». Сотрудничество в области безопасности и совместная борьба с терроризмом являются краеугольным камнем американо-алжирских отношений, поскольку обе страны стремятся к стабильности и процветанию в Северной Африке и Сахеле.

## Двусторонние экономические отношения
Соединенные Штаты являются одним из главных торговых партнеров Алжира, а Алжир — один из основных торговых партнеров США на Ближнем Востоке и Северной Африки. Большинство американских инвестиций оседает в углеводородном секторе алжирской экономики. Основной импорт США из Алжира — нефть.